# Johan Thomasson (teolog)
Johan Bernhard Thomasson, född den 20 mars 1887 i Konga församling, Malmöhus län, död den 28 februari 1968 i Simrishamn, var en svensk teolog. Han var far till Bengt Thomasson.
Thomasson avlade studentexamen i Malmö 1909, teologisk-filosofisk examen vid Lunds universitet 1910, teologie kandidatexamen 1913, filosofie kandidatexamen 1917 och teologie licentiatexamen 1919. Han fördjupade sig i Pontus Wikners religiösa utveckling. Thomasson tjänstgjorde som extralärare i Eslöv 1916–1918 och i Malmö 1918–1921 samt som timlärare vid enskilda gymnasiet i sistnämnda stad 1919–1921. Han gjorde sitt provår 1920. Thomasson var lektor vid folkskoleseminariet i Falun 1920–1939 och vid folkskoleseminariet i Linköping från 1939. Efter prästvigning 1925 var han regementspastor vid Dalregementet 1925–1939 och vid Svea trängkår 1939–1942. Thomasson blev ledamot av Nordstjärneorden 1938. Han är begravd på Simrishamns gamla kyrkogård.